# Rørvik
Rørvik, med 4 450 invånare, är en tätort och stad som är en av centralorterna i Nærøysunds kommun i Trøndelag fylke i Norge. Antalet invånare i kommunen är 10 014 (2023). Staden ligger i ett typiskt kustlandskap och bebyggelsen består till största delen av äldre och nyare trähus. Rørvik ligger längst i norr i Trøndelag, 200 kilometer norr om Trondheim (320 kilometer i köravstånd).
Gruppen "Rørvik Fisk" har sin bas i staden, där de bl.a. driver fiskmottagning och fiskmatsproduktion och Rørvik är ett välkänt varumärke i butiker över hela Norge.

## Geografi och transporter
Rørvik ligger på ön Inre Vikna, som är den näst största av skärgården Viknas 6000 öar, holmar och rev. Staden ligger vid Nærøysundet, på östra sidan av ön, och har en fastlandsförbindelse via Nærøysundbron till Marøya och vidare till fastlandet via Marøybrua (Fylkesväg 770). 
Rørvik har varit en permanent anlöpshamn för Hurtigruten sedan starten 1893, och de södergående och norrgående Hurtigruten möts där varje kväll.
Från Rørvik finns en snabbåtförbindelse söderut till Abelvær och Namsos och norrut till Leka, och det finns bussförbindelse till bland annat Namsos, Grong (järnvägsstation) och Brønnøysund.
Rørviks flygplats har avgångar med Widerøe till Trondheims flygplats, Værnes, Namsos flygplats och Oslos flygplats Gardermoen.

## Affärsliv

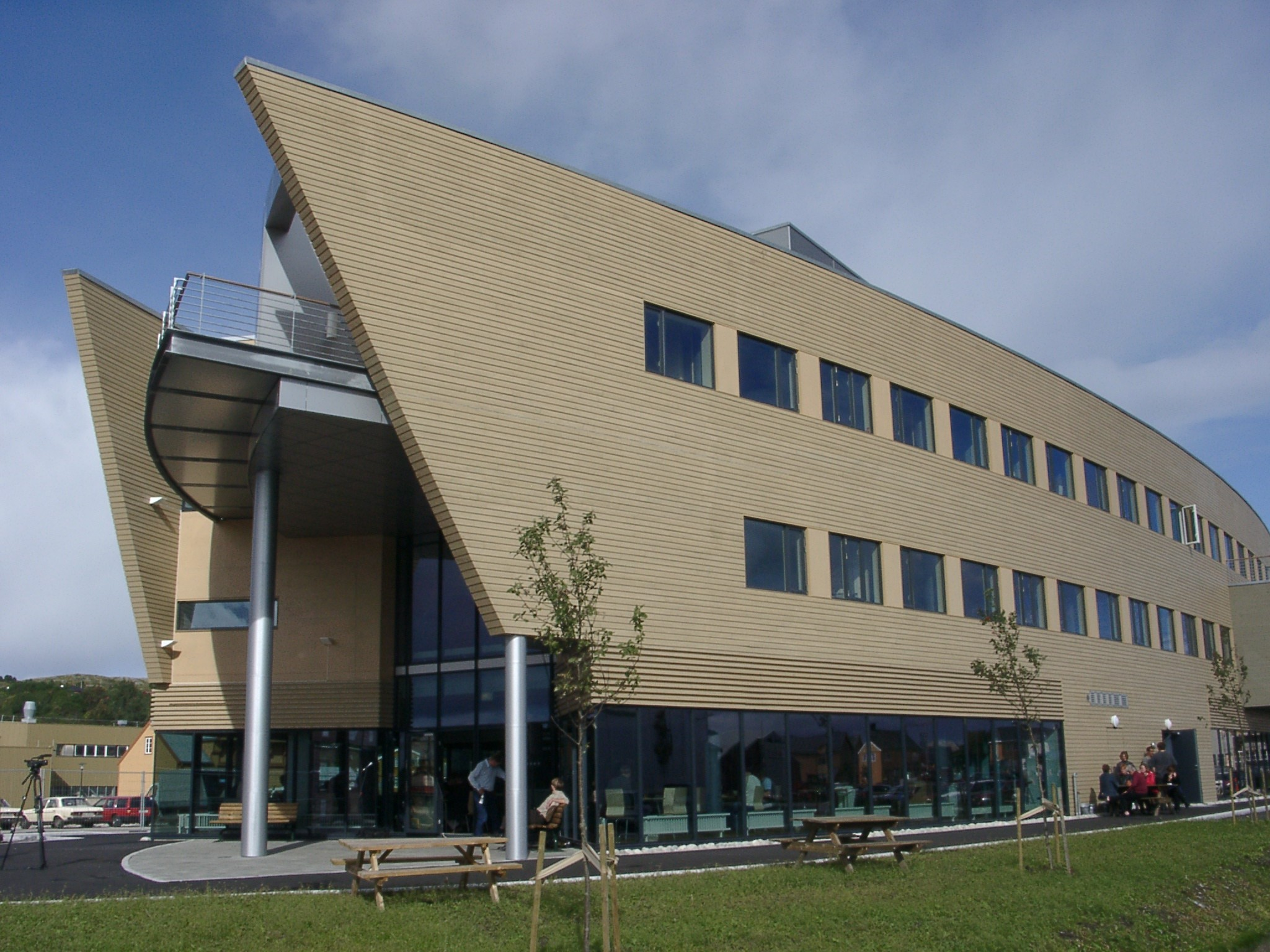
Søsterskipet - Telenors kundeservicecenter

Rørvik är en betydande fiskehamn och Telenor har ett av sina kundservicecenter här. De viktigaste sysselsättningarna på Rørvik, förutom handel och tjänster, är fiske, havsbruk, fartygsrelaterad industri och telekommunikation. Många jobb på Rørvik är också kopplade till kunskapsintensiva företagstjänster, såsom juridiska och bokföringstjänster, bank- och försäkringstjänster, media, IT-driftstjänster och mjukvaruutveckling. Hamnen i Rørvik är den största hamnanläggningen i Central-Norge med över 15 000 skeppsanlöp varje år. Rørvik är också en anlöpshamn för ett antal kryssningsfartyg.

## Utbildning

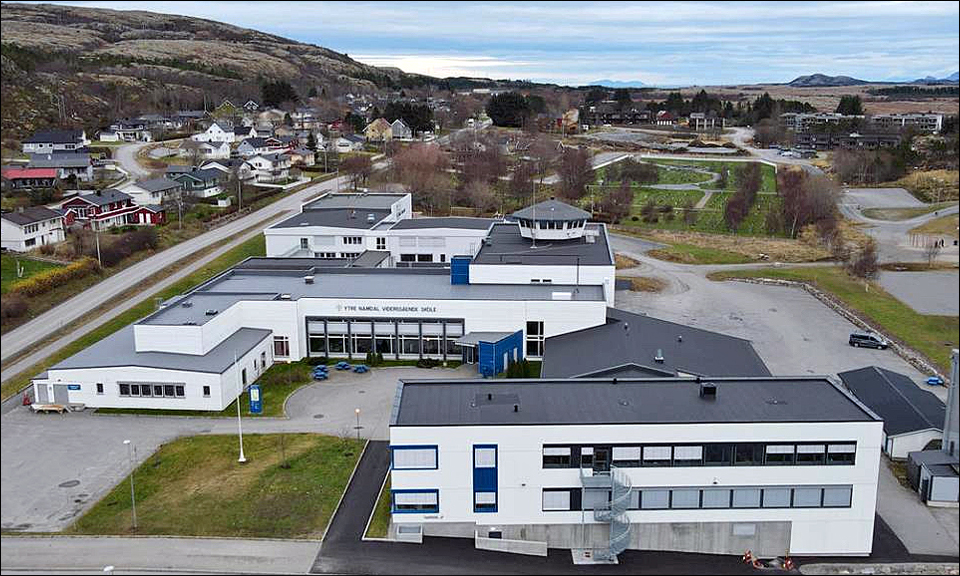
Ytre Namdal gymnasieskola.

Rørvik är skolcentrum för Ytre Namdal-regionen. Här finns bland annat Ytre Namdal gymnasieskola, Ytre Namdal Yrkesskola för maritim utbildning och Säkerhetscentret Rørvik som erbjuder säkerhetsutbildning för sjömän. I Rørviks hamnområde finns också InnovArena, som är ett gemensamt kontor och laboratoriecentrum för forsknings- och utvecklingsaktiviteter.

## Attraktioner och upplevelser

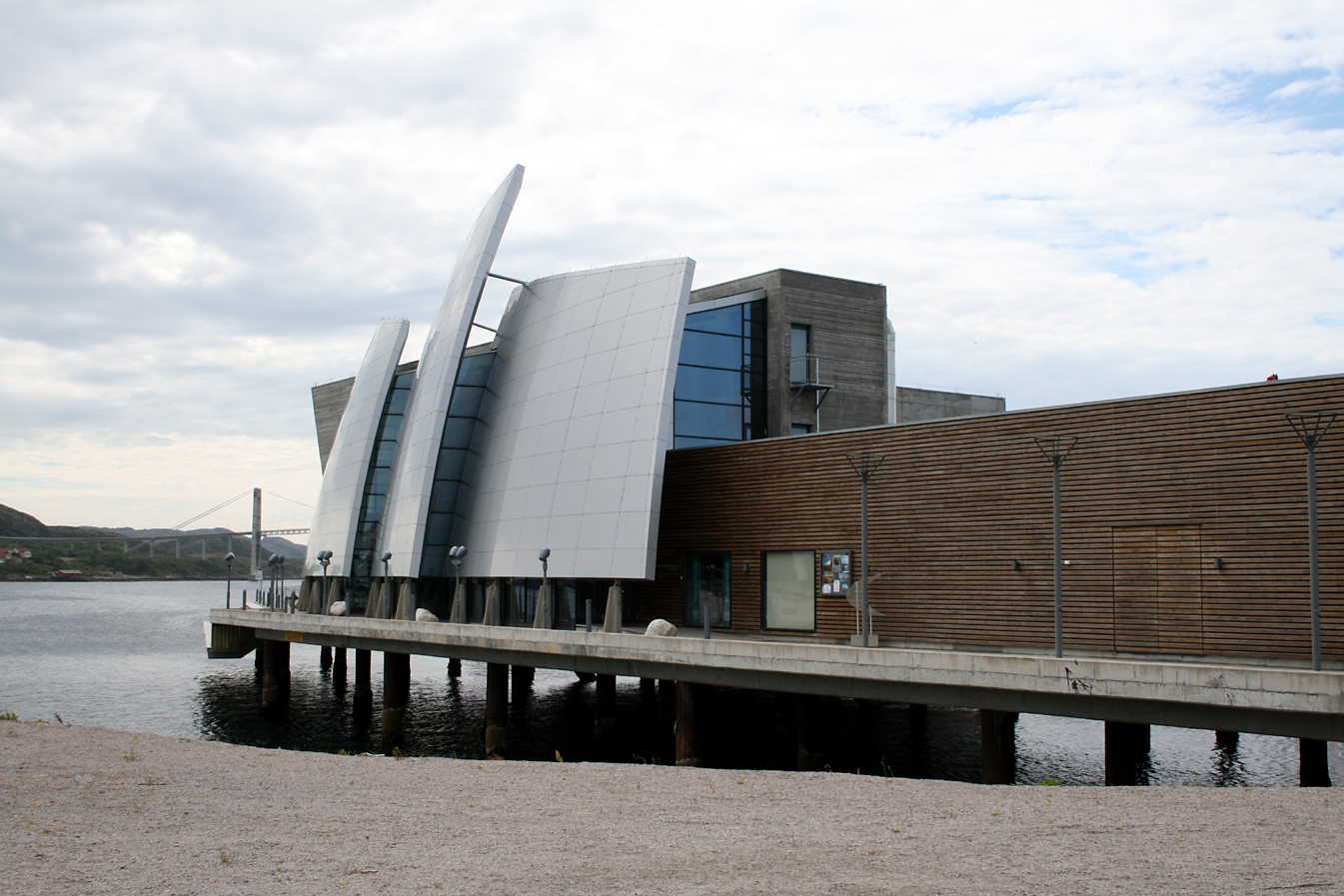
Norveg

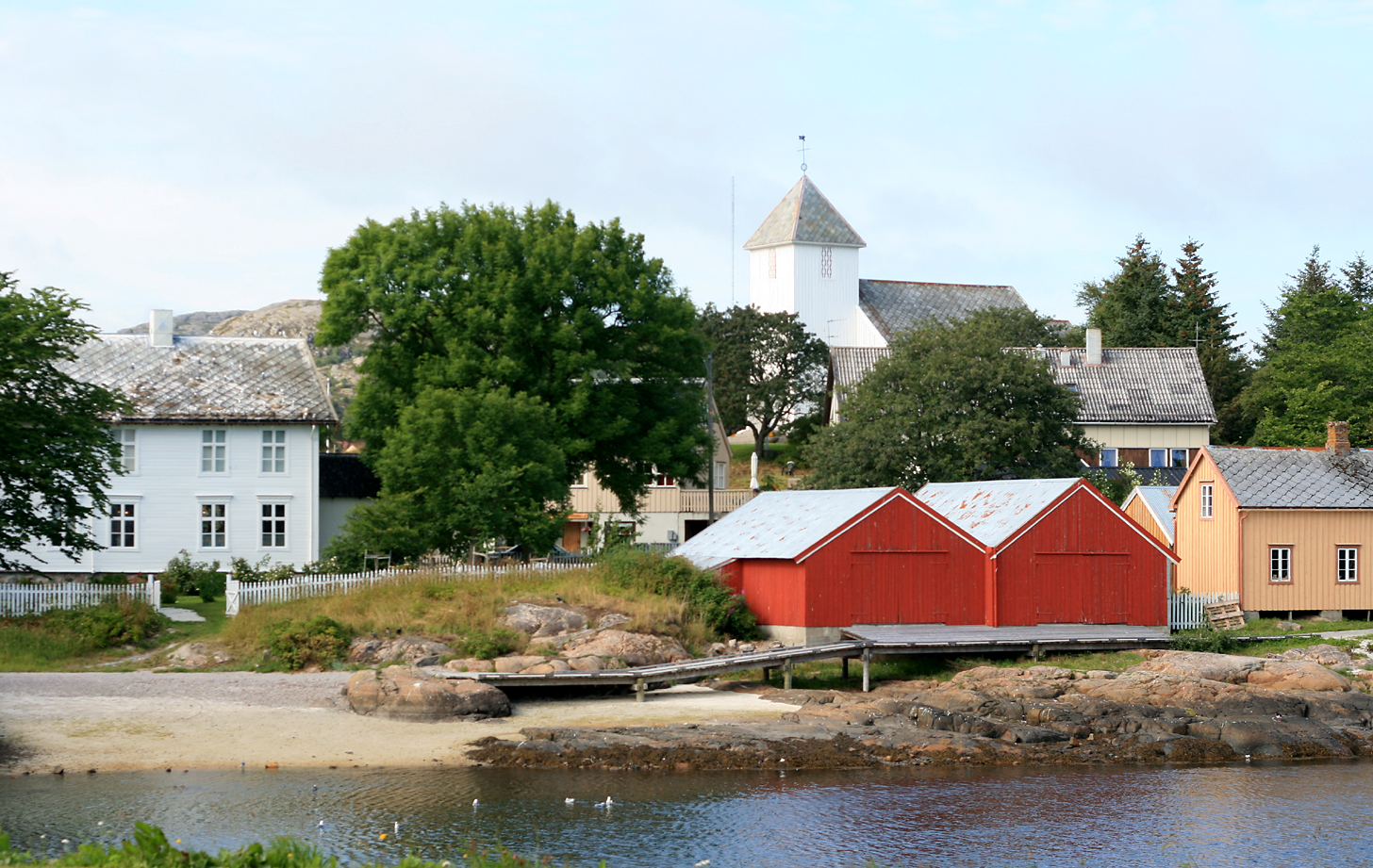
Berggården

I Rørvik finns kust- och kulturcentrum "Norveg" med utställningar om kustkulturen under 10 000 år. Här finns också både galleri och café. Den spännande byggnaden, ritad av Gudmundur Jonsson, invigdes 2004. Museet äger även Berggården i Rørviks centrum och tillsammans med Nærøysunds kommun förvaltar de de flesta av de historiskt viktiga byggnaderna i det frånflyttade fiskeläget Sør-Gjæslingan. 
Sør-Gjæslingan består av ca. 80 öar, holmar och rev. Detta var på sin tid en av de största och viktigaste fiskelägena söder om Lofoten, där flera tusen fiskare kunde samlas under säsongen. Sør-Gjæslingan skyddades som nationell kulturmiljö i oktober 2010. Det är möjligt att åka på en dagsutflykt till Sør-Gjæslingan med båt, och där går det att övernatta i enkla rorbues. För den som kommer med egen båt finns möjlighet att lägga till vid gästkajen på Flatholmen. Sør-Gjærslingan anropas av snabbåten MS Fjord Viking från maj till augusti.
Utställningscentret för havsbruk är ett samarbete mellan Kystmuseet Norveg och SalmoNor AS och förmedlar utvecklingen av den moderna norska vattenbruksnäringen. I den permanenta utställningen i Norveg finns en avdelning om vattenbruk och det finns även möjlighet att följa med på en båttur till en modern laxodling. Den havsbaserade delen är med utsiktsbåten MS Sunniva som har regelbundna visningsturer på sommaren. Dessa turer går till en modern vattenbruksanläggning där guider ansvarar för rundturer i anläggningen och det går att uppleva laxen på nära håll.
Den gamla kyrkan i Rørvik, från 1898, brann ner till grunden 2012. En ny kyrka byggdes på platsen, och den invigdes i december 2019.
Rørvikdagan med musikfestival, martna, tivoli och andra aktiviteter anordnas varje år i juli.
Skreifestivalen, en festival för mat och kustkultur, har arrangerats i Rørvik varje år sedan 1998. 
Under Skreifestivalen visas varje år den spektakulära utomhusvandringsteatern "Rørvik... den första lilla staden på en ö...", vilket är en central del i spridningen av kustkulturen. Sedan slocknar ljuset i stadskärnan, och en slumrande hundraårig historia väcks till liv med alla dess ingredienser av magi, charm, glädje och sorg! Detta är en något ovanlig stadsvandring, med en promenadteater som iscensätter historien om en hel liten kuststad 1907. 

## Bilder

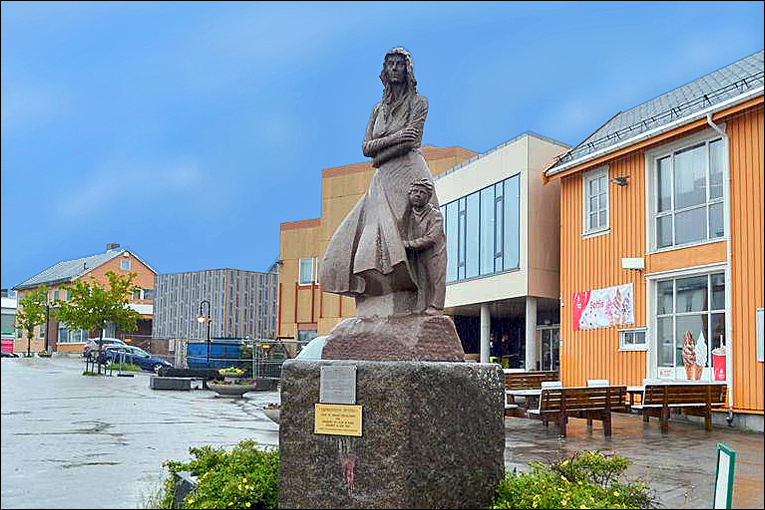
Sjömansfrun - på gamla torget i Rørvik.
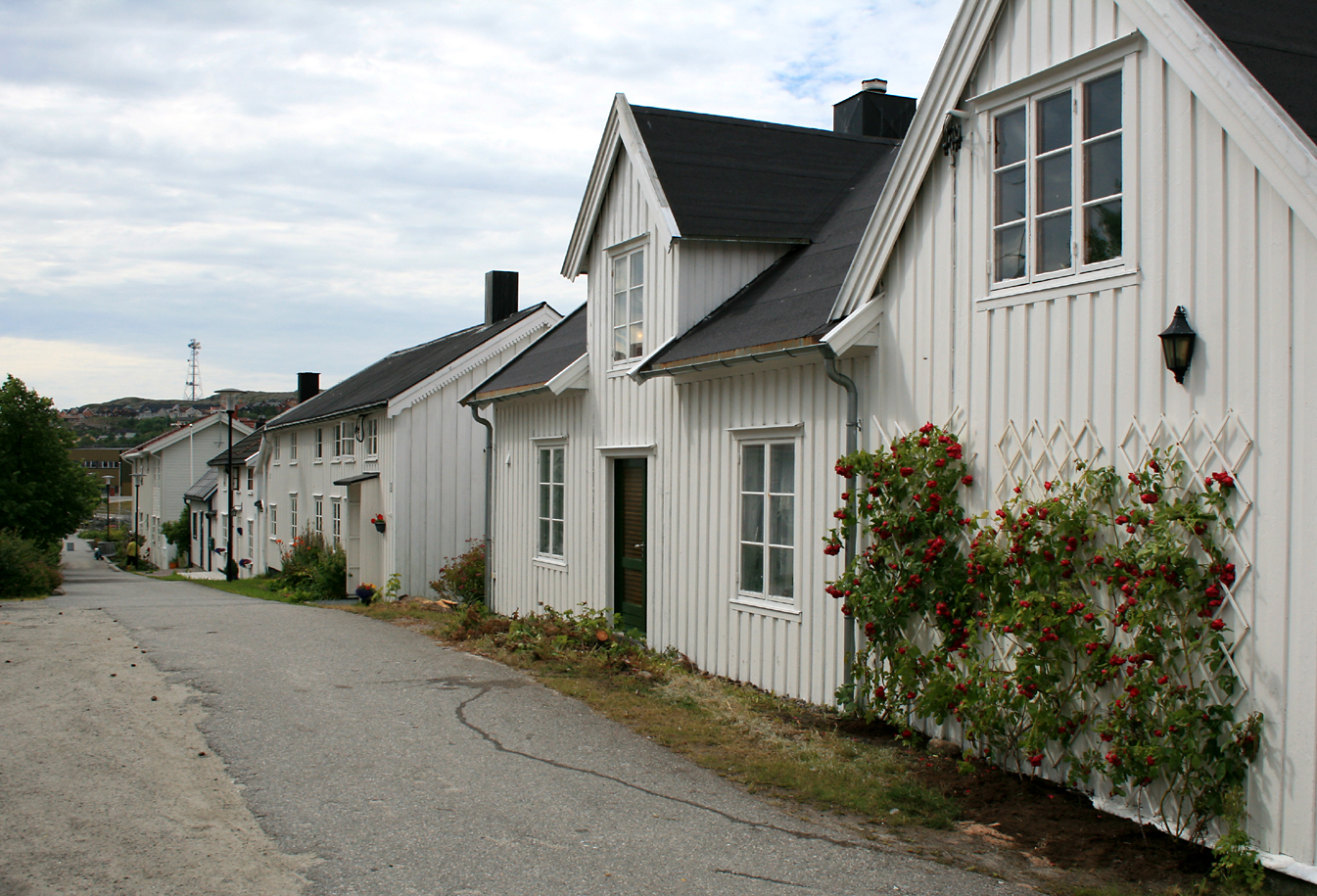
Torggata.
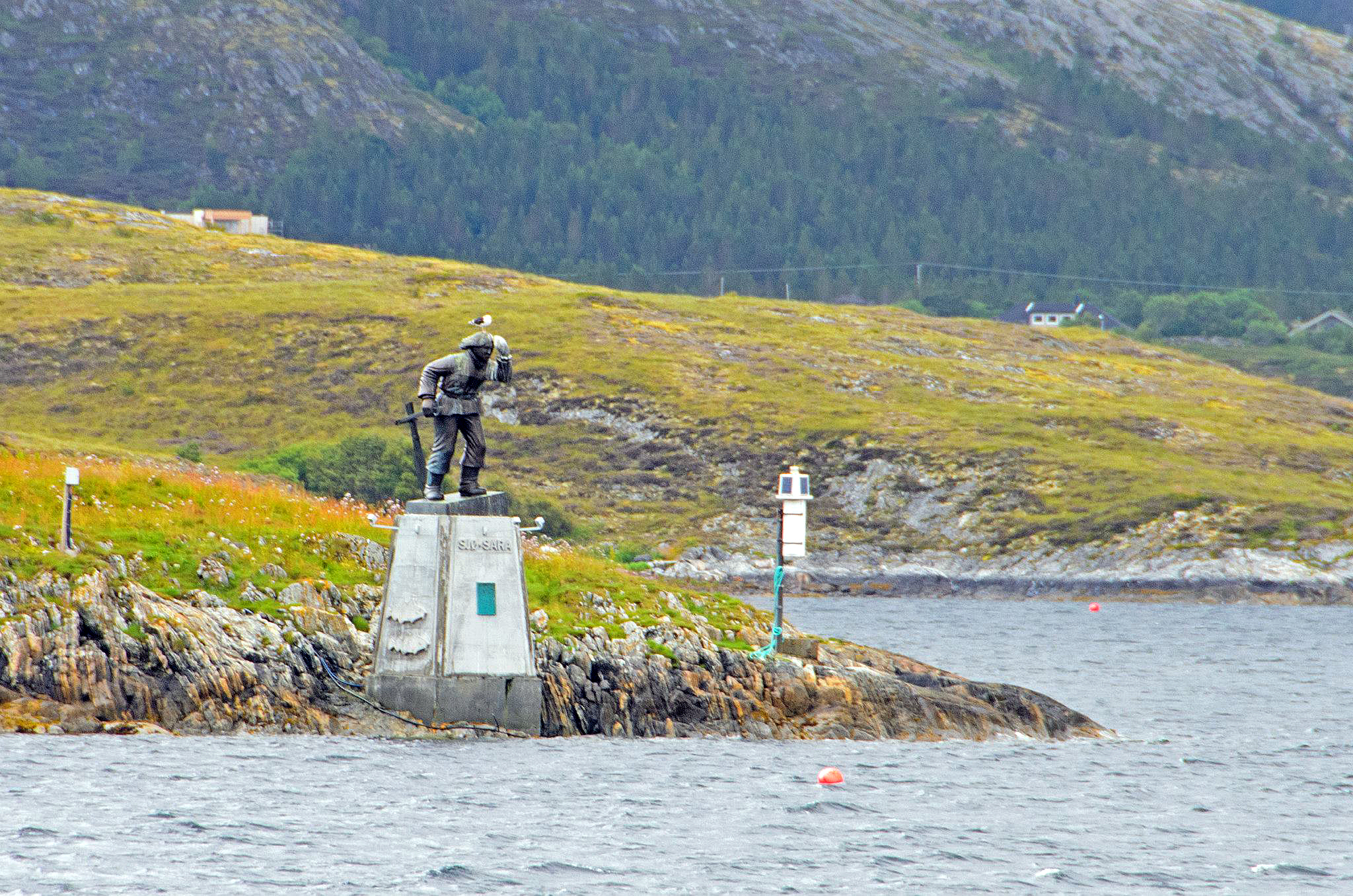
SjøSara - skulptur vid inloppet till Rørviks hamn.
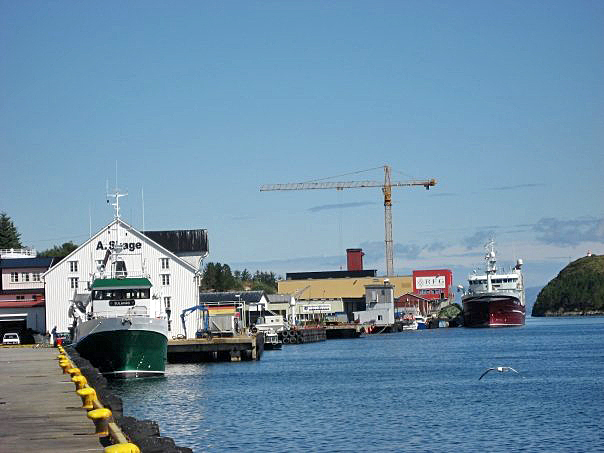
Från Rørviks hamn.
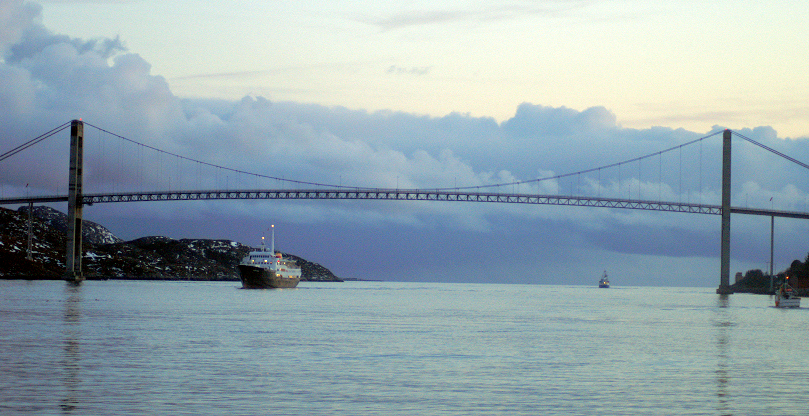
MS Lofoten anländer till Rørvik (Nærøysundbrua).
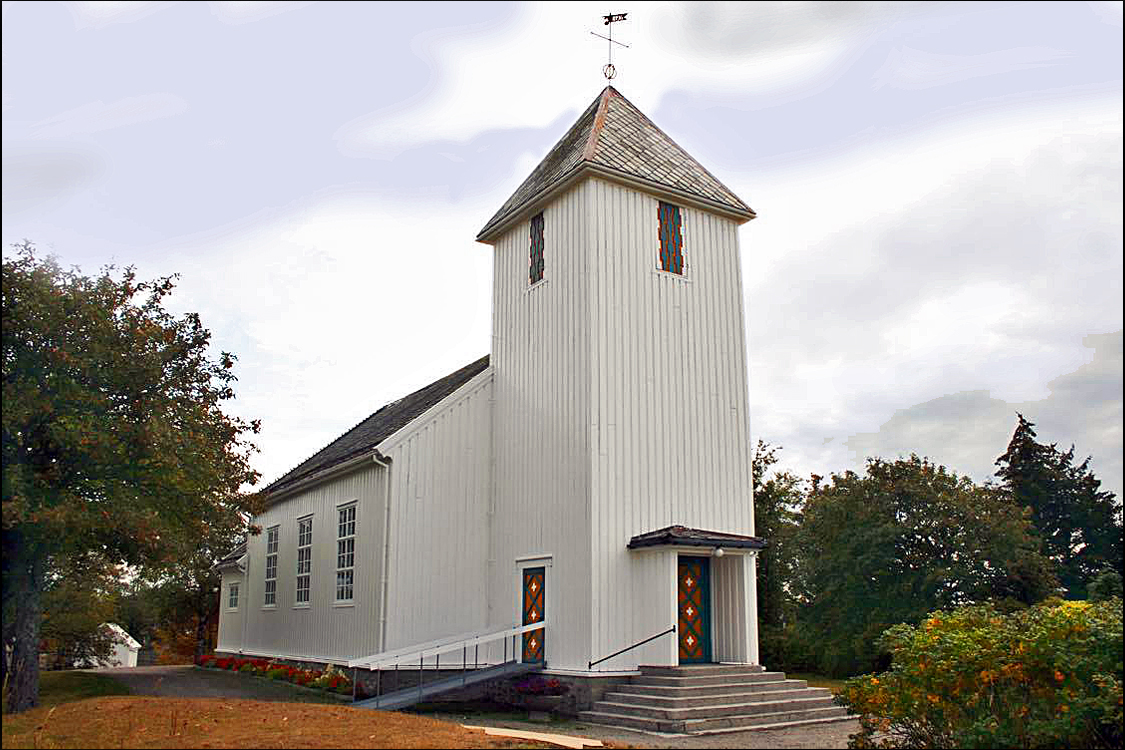
Den gamla kyrkan i Rørvik.
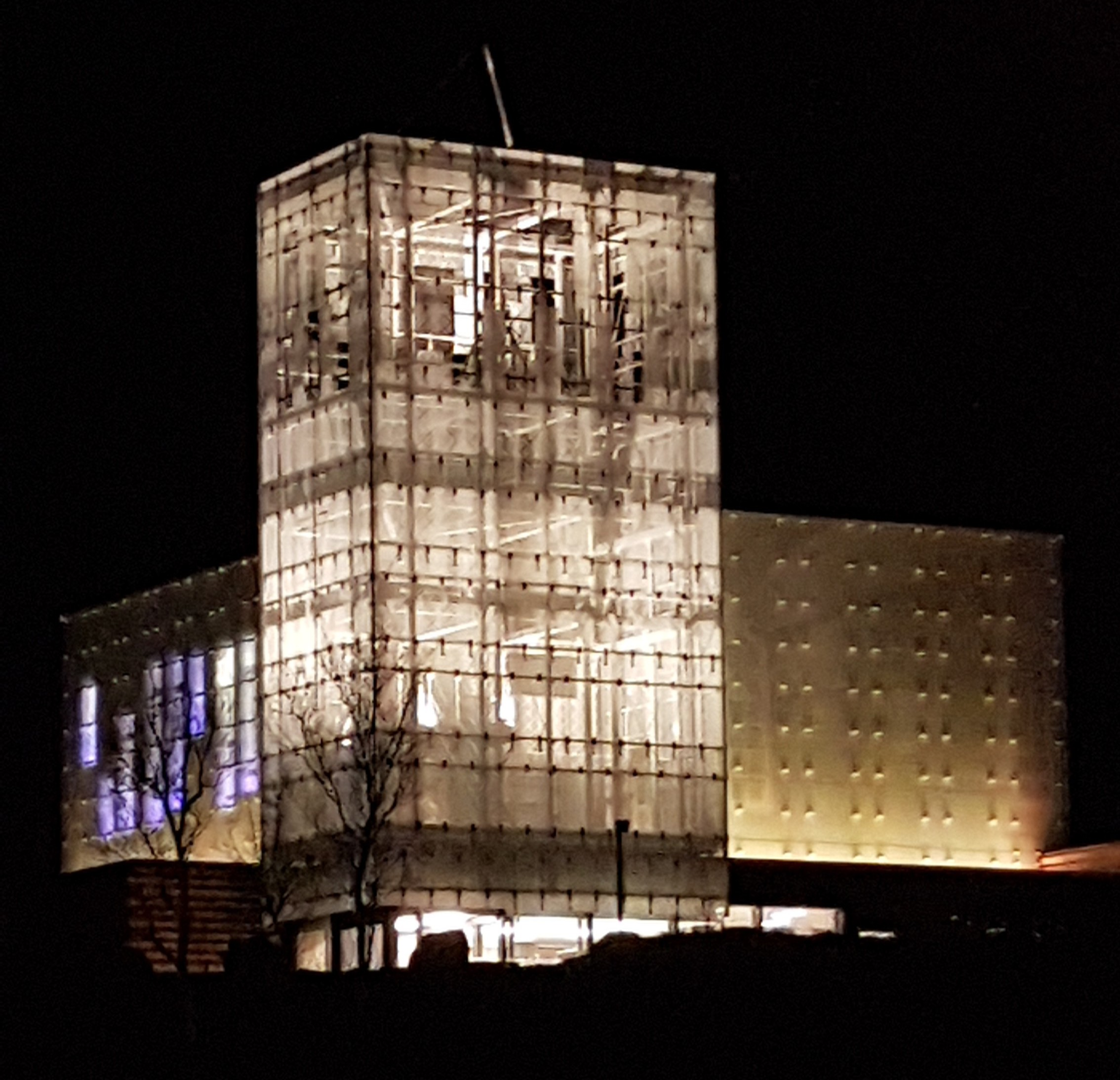
Nya Rørviks kyrka.
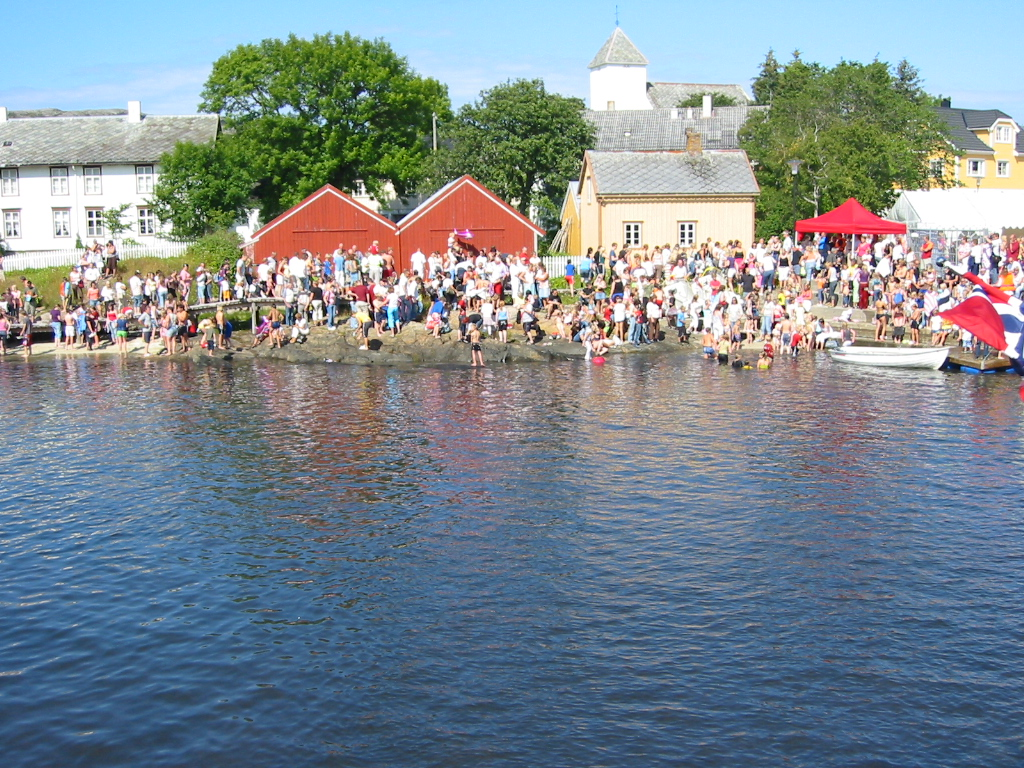
Från Rørvikdagene 2006.
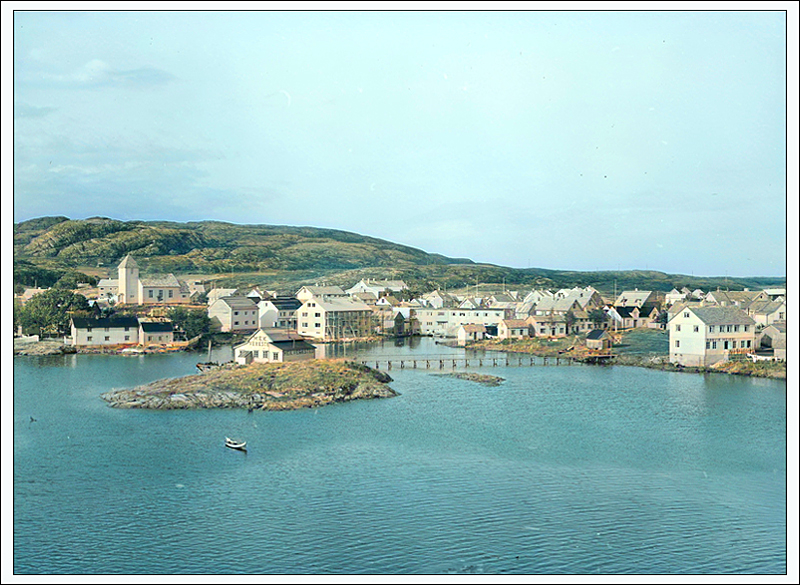
Parti från Rørvik 1952.
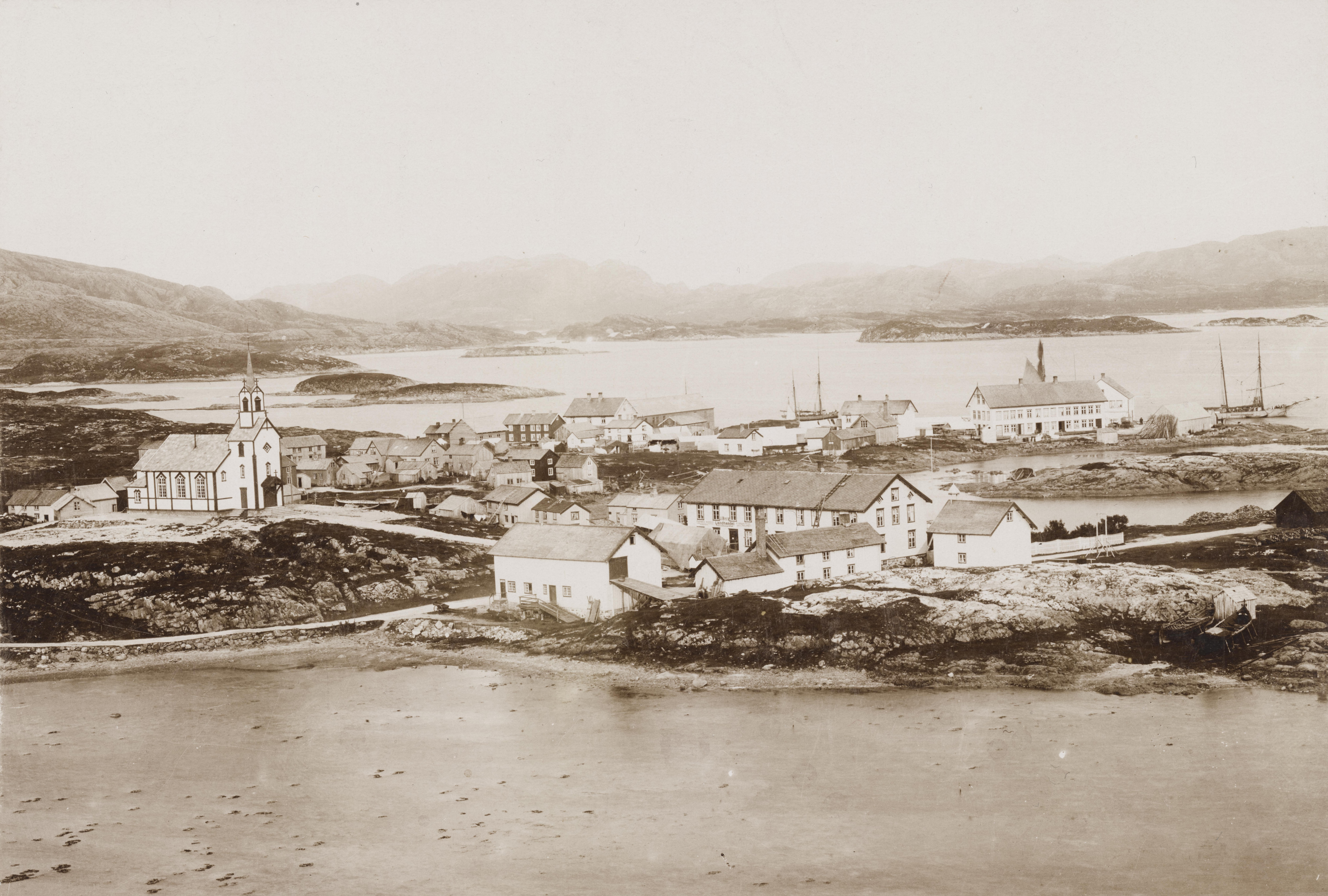
Rørvik 1898.